# Lista siturilor arheologice din județul Bacău - V
Lista siturilor arheologice din județul Bacău - V conține toate siturile arheologice din județul Bacău înscrise în Repertoriul Arheologic Național (RAN) și aflate în localități al căror nume începe cu litera V. RAN este administrat de Ministerul Culturii și Patrimoniului Național și cuprinde date științifice, cartografice, topografice, imagini și planuri, precum și orice alte informații privitoare la zonele cu potențial arheologic, studiate sau nu, încă existente sau dispărute.
Puteți căuta un sit din localitățile care încep cu litera V folosind formularul de mai jos sau puteți naviga prin toate siturile din județ la Lista siturilor arheologice din județul Bacău.
| Cod RAN                                  | Denumire | Localitate                                     | Adresă          | Datare                | Descoperit | Coordonate                                           | Imagine           | Erori            |
| ---------------------------------------- | --- | ---------------------------------------------- | --------------- | --------------------- | ---------- | ---------------------------------------------------- | ----------------- | ---------------- |
| 23788.01.01 (Cod LMI: BC-I-s-B-00752)    | Necropola Monteoru de la Valea Seacă / ansamblu anonim (Categorie: descoperire funerară) (Tip: Necropolă)                                   | sat Valea Seacă, comuna Nicolae Bălcescu       |                 | Monteoru              |            | 46°14′45″N 27°05′31″E / 46.245830555556°N 27.09205°E | Încărcați imagine | Raportați eroare |
| 23788.02.01 (Cod LMI: BC-I-s-B-00753)    | Așezarea fortificată Monteoru de la Valea Seacă - "Dealul Titelca" / ansamblu anonim (Categorie: locuire civilă) (Tip: Așezare fortificată) | sat Valea Seacă, comuna Nicolae Bălcescu       | Dealul Titelca  | Monteoru              |            |                                                      | Încărcați imagine | Raportați eroare |
| 20858.01.01 (Cod LMI: BC-I-m-B-00754.04) | Situl arheologic de la Vermești - "Cetățuia" / ansamblu anonim (Categorie: locuire civilă) (Tip: Așezare)                                   | localitate componentă Vermești, oraș Comănești | Cetățuia        | Starčevo - Criș       |            |                                                      | Încărcați imagine | Raportați eroare |
| 20858.01.02 (Cod LMI: BC-I-m-B-00754.03) | Situl arheologic de la Vermești - "Cetățuia" / ansamblu anonim (Categorie: locuire civilă) (Tip: Așezare)                                   | localitate componentă Vermești, oraș Comănești | Cetățuia        | Cucuteni - Cucuteni A |            |                                                      | Încărcați imagine | Raportați eroare |
| 20858.01.03 (Cod LMI: BC-I-m-B-00754.02) | Situl arheologic de la Vermești - "Cetățuia" / ansamblu anonim (Categorie: locuire civilă) (Tip: Așezare)                                   | localitate componentă Vermești, oraș Comănești | Cetățuia        | Cucuteni - Cucuteni B |            |                                                      | Încărcați imagine | Raportați eroare |
| 20858.01.04 (Cod LMI: BC-I-m-B-00754.01) | Situl arheologic de la Vermești - "Cetățuia" / ansamblu anonim (Categorie: locuire civilă) (Tip: Așezare)                                   | localitate componentă Vermești, oraș Comănești | Cetățuia        |                       |            |                                                      | Încărcați imagine | Raportați eroare |
| 20750.01.01 (Cod LMI: BC-I-s-B-00755)    | Așezarea Cucuteni de la Viișoara - "Piscul Corbului" / ansamblu anonim (Categorie: locuire civilă) (Tip: Așezare)                           | sat Viișoara, comuna Ștefan cel Mare           | Piscul Corbului | Cucuteni              |            |                                                      | Încărcați imagine | Raportați eroare |